# Palaeontinodes angarensis
Palaeontinodes angarensis  (лат.) — ископаемый вид цикадовых полужесткокрылых насекомых рода Palaeontinodes (семейство Palaeontinidae). Обнаружен в юрских отложениях России: (Иркутская область, Iya Locality, Cheremkhovskaya Formation, тоарский ярус, возраст около 180 млн лет).

## Описание
Крупного размера ископаемые полужесткокрылые, которые были описаны по отпечаткам, длина переднего крыла 56 мм, ширина 21,5 мм.
Вид Palaeontinodes angarensis был впервые описан в 1965 году энтомологами Еленой Эрнестовной Беккер-Мигдисовой (1909—1989) и Р. Уоттоном (R. D. Wootton).
Таксон Palaeontinodes angarensis включён в состав рода Palaeontinodes Martynov 1937 вместе с видами Palaeontinodes chengdeensis Hong 1983, Palaeontinodes daohugouensis Wang and Zhang 2007, Palaeontinodes haifanggouensis Hong 1983, Palaeontinodes locellus Wang and Zhang 2007, Palaeontinodes reshuitangensis Wang and Zhang 2007, Palaeontinodes separatus Wang and Zhang 2007 и Palaeontinodes shabarovi Martynov 1937.